# Ernst Fritz Fürbringer
Ernst Fritz Fürbringer (né le 27 juillet 1900 à Brunswick, mort le 30 octobre 1988 à Munich) est un acteur allemand.

## Biographie
Après son abitur, il s'engage dans la marine peu avant la fin de la Première Guerre mondiale puis, après l'armistice, intègre un corps franc dans les pays baltes. Il suit ensuite une formation d'inspecteur des exploitations agricoles et prend des cours de théâtre à Hambourg. De 1925 à 1935, il est employé au Hamburger Kammerspiele. Il arrive après au théâtre de Munich, où il s'installe avec Lizzi Rademacher, son épouse depuis 1932, avec qui il aura trois enfants.
Il fait ses débuts au cinéma en 1937 dans Le Saut de la mort (de). Il incarne souvent des hommes raffinés et distingués comme dans Les étoiles brillent, mais aussi des criminels comme dans Titanic. Après la guerre, il joue Sir Archibald dans des adaptations de romans d'Edgar Wallace : La Grenouille attaque Scotland Yard, Scotland Yard contre Cercle rouge, Scotland Yard contre le masque (de).
Dans les années 1960, il joue pour la télévision comme dans Tim Frazer (de), adaptation d'une œuvre de Francis Durbridge. Il est de plus en plus présent ici dans les années 1970 et 1980, faisant 150 apparitions. Il tourne souvent dans des séries comme Inspecteur Derrick, Monaco Franze – Der ewige Stenz (de) et des adaptations comme Wallenstein ou Martin Luther.
En outre, il se consacre à l'enseignement du théâtre à la Otto-Falckenberg-Schule, à Munich.
Ernst Fritz Fürbringer meurt le 30 octobre 1988 et se fait enterrer au cimetière Waldfriedhof de Munich.

## Filmographie
| - 1936 : Die große und die kleine Welt - 1936 : Straßenmusik - 1936 : Diener lassen bitten - 1936 : Du bist mein Glück - 1937 : Le Saut de la mort (de) - 1937 : Un ennemi du peuple - 1938 : Dreizehn Mann und eine Kanone - 1938 : Les étoiles brillent - 1939 : Drame à Canitoga (de) - 1939 : Légitime défense - 1939 : Der singende Tor - 1939 : Fasching - 1940 : Der Feuerteufel de Luis Trenker - 1940 : Das Fräulein von Barnhelm - 1941 : Carl Peters - 1941 : Venus vor Gericht de Hans H. Zerlett : - 1941 : Alarmstufe V - 1941 : Kameraden - 1942 : Sang viennois (de) - 1942 : Andreas Schlüter - 1943 : Der unendliche Weg - 1943 : Die unheimliche Wandlung des Axel Roscher - 1943 : Titanic - 1944 : Ich bitte um Vollmacht - 1944 : Ein Blick zurück - 1944 : Ich brauche dich - 1944 : Die heimlichen Bräute - 1945 : Le Cas Molander - 1947 : Der Millionär (de) - 1947 : Spuk im Schloß - 1948 : L'Homme à l'étoile changeante (de) - 1949 : Die Reise nach Marrakesch - 1949 : Der große Fall - 1950 : Kronjuwelen - 1951 : Grenzstation 58 - 1951 : Die Dame in Schwarz - 1951 : Der blaue Stern des Südens - 1952 : Gefangene Seele - 1952 : Zwei Menschen - 1952 : Der weißblaue Löwe - 1953 : Käpt'n Bay-Bay - 1953 : Der Kaplan von San Lorenzo - 1953 : L'amour n'est pas un jeu (Ein Herz spielt falsch) de Rudolf Jugert - 1955 : C'est arrivé le 20 juillet - 1956 : Heiße Ernte (de) - 1957 : Pour l'amour d'une reine - 1957 : Un petit coin de paradis - 1957 : La Nuit quand le diable venait - 1958 : Der Filmschnitt - 1958 : Der Pauker (de) - 1958 : Résurrection - 1959 : La Grenouille attaque Scotland Yard - 1959 : Ein Mann geht durch die Wand - 1959 : Raskolnikoff | - 1960 : Scotland Yard contre Cercle rouge - 1960 : Scotland Yard contre le masque (de) - 1960 : La Profession de Madame Warren - 1960 : Der Spielverderber - 1961 : Der Besuch im Karzer - 1961 : Blond muss man sein auf Capri - 1963 : Die zwölf Geschworenen - 1963 : Tim Frazer (de) - 1963 : Die Legende vom heiligen Trinker - 1963 : Zwei Whisky und ein Sofa - 1964 : Vorsicht Mister Dodd (de) - 1964 : La Morte de Beverly Hills - 1964 : La Serrure aux treize secrets - 1964 : Der Kreis - 1964 : Lausbubengeschichten (de) - 1965 : Der zerbrochene Krug - 1965 : Der Fall Michael Reiber - 1965 : Tante Frieda – Neue Lausbubengeschichten (de) - 1965 : Der arme Mann Luther (de) - 1966 : Commissaire X dans les griffes du dragon d'or - 1966 : Paris brûle-t-il ? : Général von Boineburg - 1967 : Der Tod läuft hinterher (TV) - 1967 : Willst Du nicht das Lämmlein hüten? - 1968 : Othello - 1968 : König Richard II - 1968 : Novemberverbrecher - Eine Erinnerung - 1968 : Der Reformator (de) - 1969 : L'Extraordinaire évasion - 1969 : Der Kommissar – Keiner hörte den Schuß - 1969 : Ludwig auf Freiersfüßen (de) - 1970 : Sir Henri Deterding - 1971 : Commissaire X contre Tiger-Gang (de) - 1971 : Die heilige Johanna - 1971 : Opération Walkyrie (TV) - 1972 : Sie liebten sich einen Sommer (de) - 1973 : Tatort – Kressin und die zwei Damen aus Jade - 1973 : Le Serpent - 1973 : Black Coffee - 1976 : Sperrmüll - 1977 : Der Privatsekretär - 1977 : Ein Tisch zu viert - 1978 : Wallenstein (TV) - 1979 : Die Magermilchbande (TV) - 1980 : Die Alten kommen - 1981 : L'Âge d'or (TV) - 1982 : Rom ist in der kleinsten Hütte (TV) - 1983 : Kontakt bitte... (TV) - 1983 : Inspecteur Derrick - L'Intrus - 1983 : Martin Luther - 1983 : Konsul Möllers Erben (série télévisée) - 1984 : Helga und die Nordlichter (de) (série télévisée) - 1985 : Der Sonne entgegen (de) (série télévisée) - 1986 : Lauter Glückspilze (série télévisée) - 1986–1987 : La Clinique de la Forêt-Noire (série télévisée) |